# Strizione
La strizione o "necking"  è la riduzione della sezione di un materiale per effetto di un carico di trazione o compressione.
Si manifesta in modo molto marcato in campo plastico (strizione plastica), come nel caso delle prove di trazione di provini prismatici o cilindrici di materiali duttili, prima dell'effettivo collasso dello stesso.
Nel corso della prova di trazione, una volta superato il limite di elasticità, il provino cambia totalmente le sue caratteristiche. La conseguenza di queste variazioni è un aumento della variazione di deformazione trasversale (perpendicolare alla direzione in cui viene esercitato il carico) a parità di variazione di carico, quindi una riduzione della sezione resistente del provino. La conseguenza diretta di questa riduzione è un ulteriore aumento della sollecitazione sulla sezione interessata, quindi un rapido collasso del provino stesso.
In genere la strizione finale è un indice importante di duttilità, che va riportato nei certificati di prova di trazione. 
Viene indicata misurando la variazione percentuale del diametro (provini cilindrici) o del lato lungo (provini prismatici a sezione rettangolare). Il valore della sollecitazione di rottura comunque viene calcolato usualmente supponendo la sezione non deformata (ottenendo quindi valori di sollecitazione inferiori a quelli reali).